# The Sinner in Me
The Sinner in Me este o piesă a formației britanice Depeche Mode. Piesa a apărut pe albumul Playing the Angel, în 2005.